# 에스티팜
에스티팜(ST Pharm)은 원료의약품을 위탁 생산·개발 (CDMO)하는 대한민국의 기업이다. 동아쏘시오그룹의 계열사이다.

## 역사
2008년 8월 18일 유켐 주식회사로 설립되어 2010년에 삼천리제약을 인수·합병 (M&A)하였고 이때 상호를 에스티팜으로 변경하였으며 2016년에는 공모가 29,000원에 코스닥 시장에 상장되었다.

## 같이 보기
- 동아쏘시오그룹

## 참고문헌
1. ↑  유진투자증권 에스티팜 분석보고서 2023.12.14